# Гайфеджян, Ваграм Мкртычевич
Ваграм Мкртычевич (Никитич) Гайфеджян (арм. Վահրամ Մկրտչի Գայֆեճյան; 14 апреля 1879, Ахалцихе — 30 ноября 1960, Ереван) — армянский художник. Заслуженный учитель (1943) и заслуженный деятель искусств Армянской ССР (1954).

## Биография
Родился в семье священника Армянской Апостольской Церкви и учителя армянского языка и литературы Мкртича Гайфеджяна.
- 1888—1891 — Учится в Ахалцихском городском училище.
- 1891—1901 — Пансионер Лазаревского института в Москве.
- 1901 — Поступает на медицинский факультет Московского университета, , однако в дальнейшем перевелся на юридический, который окончил в 1909 г. Параллельно университетской учёбе, он постоянно брал уроки рисования в частных студиях Н. Богатова, А. Большакова, К. Юона, С. Иванова.
- 1904—1907 — учился в Московском училище живописи, ваяния и зодчества. Ученик Васнецова, Иванова, Коровина, Серова.
- 1912 — работал в Ахалцихе, затем в Тифлисе.

После установления Советской власти в Армении переехал в Ереван, где, помимо творческой, занимался педагогической деятельностью.